# 도치기현
도치기현(일본어: 栃木県)은 일본 간토 지방 북부에 있는 현이다. 현청 소재지는 우쓰노미야시이다.
일본을 대표하는 관광지 중 하나이자 세계유산인 닛코의 사원이 닛코시에 있으며 닛코시는 도치기현 북부에 위치하고 있다.

## 지리
간토 지방 북부의 내륙 현들 사이에 위치해 있고 이바라키현, 군마현, 사이타마현, 후쿠시마현과 인접해 있다. 도치기현의 기후는 기온의 광범위한 변화와 함께 대체로 온난 습윤 기후로 분류된다. 겨울은 건조한 바람이 부는 메마른 계절인 반면 여름은 빈번한 천둥번개와 함께 습하다.
현의 중심에는 간토 지방의 넓은 평야가 열려있다. 시라네산(2578m), 난타이산(2484m), 나스다케산(1917m)은 지역의 북부에 있다. 기누강, 나카강, 와타라세강이 이 지방에서 발원해 간토평야를 흘러 태평양으로 빠진다. 도치기현의 면적은 6,408km2로 일본에서 20번째이다.

## 역사
- 7세기 후반에 도치기는 시모쓰케국을 이루었다. 이 때에 간토 지방의 불교 중심 시모쓰케-야쿠시지가 세워졌다.
- 15세기 초에 일본에서 가장 오래된 고등 교육기관인 아시카가 학교가 세워졌고 16세기에는 3000명을 수용하는 규모로 재건되었다. 일본에 온 선교사 프란치스코 하비에르는 아시카가 학교를 일본 최고의 대학으로 세계에 소개했다.
- 17세기 초에 일본은 도쿠가와 이에야스에 의해 통일되었다. 그의 사후에 쇼군은 이에야스를 보호하고 숭배하는 성지로써 닛코에 동조궁을 세웠다. 1617년의 닛코 동조궁의 설립으로 닛코는 국가의 주목을 받는 곳이 되었다. 에도 막부는 에도와 닛코를 연결하는 닛코 가도를 개발했고 도쿠가와 막부의 설립자 이에야스를 숭배하기 위한 화려한 행렬을 필요로 했다.
- 19세기 말에 에도 막부는 전복되었고 새로운 정부는 현을 설치했다. 현도는 1873년에 우쓰노미야현과 도치기현이 합병한 후에 도치기시에 세워졌다. 그러나 1884년에 현도는 우쓰노미야시로 이전되었다.

## 행정 구역

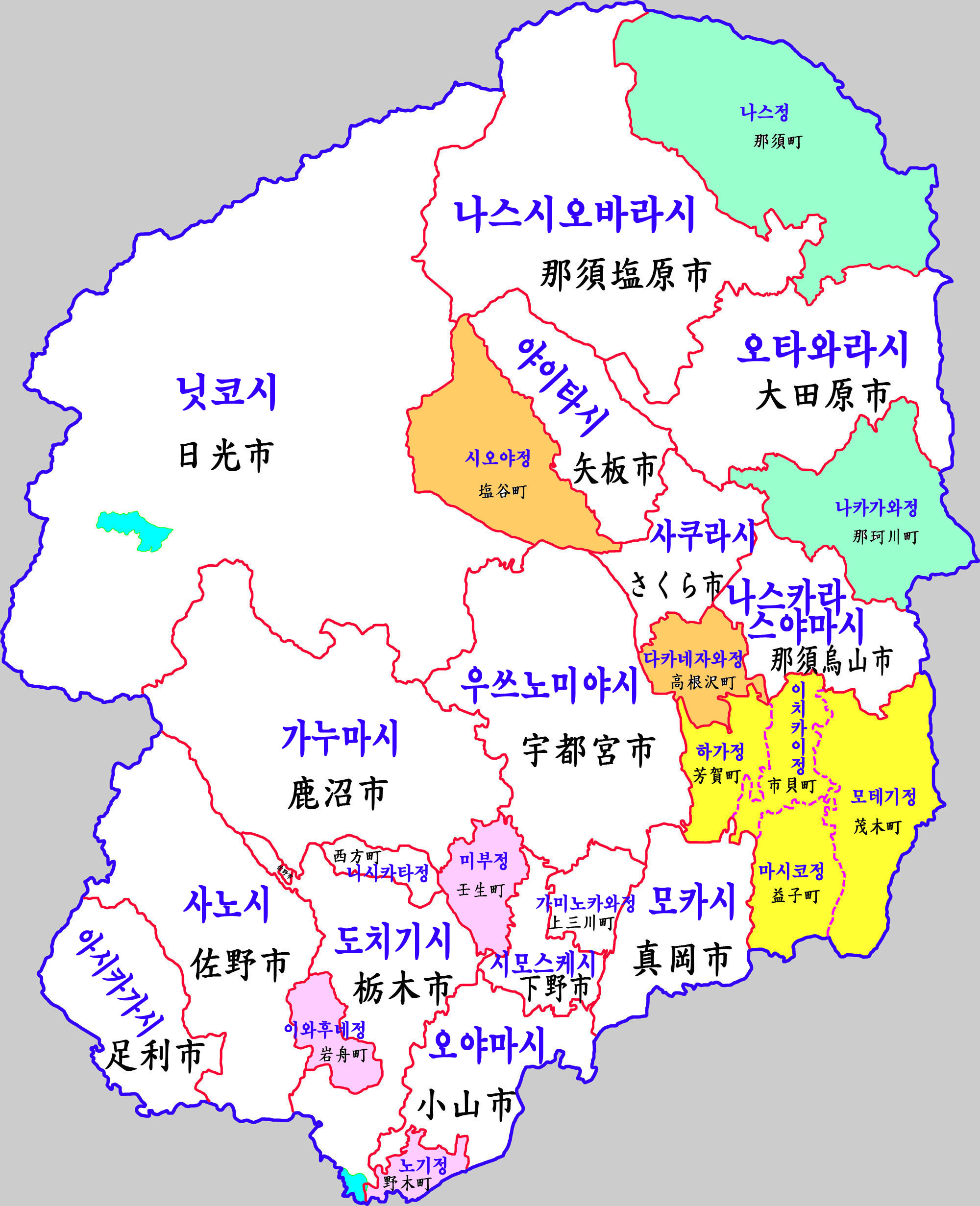
도치기현 지도

| - 우쓰노미야시(宇都宮市) - 현청 소재지 - 아시카가시(足利市) - 도치기시(栃木市) - 사노시(佐野市) - 가누마시(鹿沼市) - 닛코시(日光市) - 오야마시(小山市) - 모카시(真岡市) - 오타와라시(大田原市) - 야이타시(矢板市) - 나스시오바라시(那須塩原市) - 사쿠라시(さくら市) - 나스카라스야마시(那須烏山市) - 시모쓰케시(下野市) | - 가와치군(河内郡) - 가미노카와정(上三川町) - 하가군(芳賀郡) - 마시코정(益子町) - 모테기정(茂木町) - 이치카이정(市貝町) - 하가정(芳賀町) - 시모쓰가군(下都賀郡) - 미부정(壬生町) - 노기정(野木町) - 시오야군(塩谷郡) - 시오야정(塩谷町) - 다카네자와정(高根沢町) - 나스군(那須郡) - 나스정(那須町) - 나카가와정(那珂川町) |

### 시
- 우쓰노미야시(宇都宮市)

도치기현 중부의 도시이자 시 동부에 기누강, 중부에 다가와강·가마강, 서부에 스가타강이 흐르고 있다. 다가와강 동쪽 기슭에 우쓰노미야선·닛코선 우쓰노미야역, 다가와 서쪽 기슭에 도부 철도 우쓰노미야역이 있어 가마가와 연안의 거리는 도치기현 내 최대 번화가가 되고 있다. 고대에 시키나이샤(式内社)·후타라산신샤(二 山山神社)가 창건되어 헤이안 시대에 북면 무사이자 가마쿠라 가인이었던 우쓰노미야 씨에 의해서 우쓰노미야성이 건설되었고, 에도 시대 이후에는 닛코 가도와 오슈 가도의 추분에 우쓰노미야 숙소가 정비되어 도리이마에초·성시·주쿠바초로서 번영하였다. 메이지 시대 이후에는 관동군 사단연대가 주둔하는 군도, 태평양 전쟁 종결 후에는 북관동 공업지역의 주요 공업도시로서의 기능을 더하면서 도호쿠 신칸센·도호쿠 자동차도 등의 고속 교통망이 접속하는 현내 교통의 요충지로서 발달하였다. 시 인구는 약 51만 8천 명으로 도치기현에서 가장 많아 100만 명 이상의 도시권 인구를 가진 우쓰노미야 도시권의 중심 도시가 되고 있다. 시 북서부의 오타니초는 오타니이시 채굴지로, 오타니사·오타니마애불·오타니자료관이 있다. 우쓰노미야의 명물로는 만두가 알려져 있으며, 우쓰노미야역 앞에 오타니 석조 만두상이 설치되어 있다.
- 아시카가시(足利市)

현 남서부의 중심 도시로 아시카가군 아시카가정이 도치기현에서 2번째이자 현 남부에서 처음으로 시제를 시행하여 아시카가시가 되었다. 옛날에는 아시카가쇼가 번창해 세이와 겐지 요시이에류, 아시카가씨 발상지로서 알려져 인접하는 군마현 기류시와 함께 직물업이 번창하고 있다. 시역의 중부를 와타라세강이 흐르고 와타라세강 북안의 구시가지에 오리히메 신사, 프란시스코 자비에르가 「반도노 대학」이라고 부른 아시카가 학교, 다수의 국보와 중요 문화재 등의 고서를 보관하고 있는 아시카가 학교 유적 도서관, 아시카가 씨의 관지인 아지사, 아시카가 시립 미술관, 소운 미술관, 료모선의 아시카가역이 있다. 와타라세가와 남안에 도부 이세사키선 아시카가시역, 구 닛코레헤시 가도 야기슈쿠·야와타주쿠터가 있다. 료모 지역에 위치하는 군마현 기류시나 오타시와의 연결이 강하고, 도부 특급 료모가 신키류·오타 방면에서 아시카가시를 거쳐 기타센주·아사쿠사 방면으로 통하고 있다. 인구는 약 14만 9천 명으로 도치기현 내 4위이다. 쇼와 후기부터 헤이세이 전기까지는 료모 지역에서 인구 최다의 시였다. 현재는 료케 지역의 학문·미술 도시로 발전해 시내 중서부의 야마마에 지구에 아시카가 대학, 시 동부의 도미타 지구에 쿠리타 미술관·아시가 플라워 파크가 있다.
- 도치기시(栃木市)

현 남부의 시이며, 과거 도치기현청 소재지였다. 시모쓰가 지구 서부의 중심지인 닛코레헤시 가도의 역참 마을로 번창했다. 바바강의 수운으로 번창한 상도로 「코에도」라고 칭해진다. 중심 시가지는 에도 시대 후기부터 메이지 시대에 걸친 낡은 마을이 남는 「곳간 거리」로 알려졌고, 도모에바강 연안의 가에몬초는 중요 전통적 건조물군 보존 지구로 선정되었다. 시가지 서부에 경승지로 육지의 마쓰시마(松島)라 불리는 오히라산이 있다. 시 동부의 고쿠후 지구에 시모쓰케소샤의 오오가미 신사, 시모쓰케 국청자취가 있다. 시 남서부 이와후네 지구에는 이와후네산 암주석 자료관이 있다. 시 남부의 후지오카 지구에는 와타라세 유수지가 있어 희귀 생물이 많이 서식한다. 인구는 약 15만 9천 명으로 도치기현 내 3위이다.
- 사노시(佐野市)

현 남서부의 시이다. 와타라세강, 데루강, 하타강, 아키야마강이 흐른다. 시가지 중심부에 아사히모리 텐만구, 사노 액막이 대사, 료모선·도부 사노선의 사노역이 있다. 시 남동부에 사노 신도시, 시 동부에 산보산이 있다. 사노 라멘, 감자튀김이 명물로 사노브랜드 캐릭터 사노마루는 라멘 그릇의 삿갓을 쓰고 튀김칼을 찬 사무라이의 모습을 하고 있다.중심 시가지인 사노는 옛고 텐메이(天明)라고 칭하며 닛코예폐사 가도의 덴메이주쿠(天明宿)나 전통 공예의 덴메이주물에 그 이름을 남긴다. 데루가와 연안의 아카미에 데루하라 벤텐지와 아카미 온천이 있어 다이쇼 시대에 토미다부터 데루하라까지 아카미 철도가 통하고 있었다. 아키야마강 중류 서안에 위치한 다누마는 도부 사노선이 통하고 잇빈즈카 이나리 신사가 있다.아키야마강 상류 동안에 위치한 갈생은 도부 사노선의 종점으로 건축자재인 돌로마이트와 석회암 산지로 알려져 있으며, 갈생화석관과 사노 시립 요시자와 기념 미술관, 스바루 연구실험센터가 있다. 인구는 약 11만 8천 명으로 도치기현 내 5위이다.
- 가누마시(鹿沼市)

현 중서부의 시이다. 가미쓰카 지구의 중심지이며 검은 강이 흐른다. 과거 닛코레헤시 가도의 역참 마을이었다. 닛코산 조영에 관련된 조각사의 영향을 받은 조각 포장마차와 목공마을이며 가구와 창호, 가누마 흙, 사쓰키의 산지로 알려져 있다. 시가지 동부에 닛코선 가누마역, 시가지 남부에 도부 닛코선 신가누마역이 있다. 시내 중심부 이마미야 신사의 포장마차 행사는 국가의 중요무형민속문화재로 지정되어 있다.시 서부의 후루미네가하라에 진좌하는 후루미네 신사는 일본 무존을 모시고, 수험의 영지로서 「텐구의 사」라고 불린다. 시 동부의 기타이누카이 지구에 도호쿠 자동차도 가누마 IC가 있어 IC에 인접한 가누마 공업단지 일대는 사쓰키초로 불리고 있다. 인구는 약 9만 8천 명으로 도치기현 내 7위이다.
- 닛코시(日光市)

현 북서부의 시이다. 도치기현 전체의 약 22%를 차지하는 광대한 면적을 가지고 있다. 닛코는 옛 닛코 슈겐의 영지로 닛코 동조궁·린노지·닛코 후타라산 신사, 오쿠닛코에 닛코유모토 온천이 있다. 이마이치 지구는 구 닛코 가도·닛코레헤시 가도의 여인숙으로, 가도 연선에 닛코 스기나미키가 있다. 후지와라 지구에 기누가와 온천·도부 월드스퀘어·닛코에도촌, 구리야마 지구에 유니시카와 온천·오쿠키누 온천향이 있다. 닛코선·도부 닛코선이 가누마에서 이마시를 거쳐 닛코로 통하고, 이마시에서 도부 기누가와선이 분기해 기누가와·후지와라를 거쳐 노이와 철도의 유니시카와 방면으로 직통한다. 아시오 지구에는 아시오도 산지가 있고 와타라세강 중류부의 기류에서 상류부의 간도에 걸쳐 와타라세 계곡 철도가 통한다. 도부 기누가와선에서는 2017년부터 증기기관차·C11형을 이용해 SL 다이키를 운행하고 있다. 수력 발전에 의한 전력을 이용한 구리의 정련, 전선 생산, 도쿄까지의 원거리 송전 등으로 일본의 근대화에 공헌했다. 인구는 약 8만 3천 명으로 도치기현 내 8위이다.
- 오야마시(小山市)

현 남부의 시이다. 시모쓰카 지구 동부의 중심지이다. 벚꽃은 시화(시의 꽃)으로 제정되어 있어 오모이가와 둑은 벚꽃 명소로 알려져 있다. 국도 4호선, 국도 50호선 등 2개 국도가 시내에서 교차하고 도호쿠 신칸센, 우쓰노미야선, 료모선, 미토선이 모이는 교통의 요충지이다. 고야마 유원지 철거지의 고야마 유원 하베스트 워크와 이온몰 고야마 등의 상업 집적지가 있어 연간 상품 판매액 수가 도치기현 내 2위로 현 남부의 상업 중심지가 되고 있다. 시 북동부의 구와키누 지구는 이바라키현 유키시에 인접해 유키 명주의 산지로 알려져 있다.
- 모카시(真岡市)

현 남동부의 시이며, 하가 지구의 중심지이다. 인구는 약 7만 9천 명이다. 옛날에는 전통 공예와 모오카 무명의 산지였으며, 니노미야 손토쿠의 보덕 방법이 시행된 토지이다. 현재는 니노미야초 편입으로 딸기 생산량이 일본에서 제일 많은 자치체가 되었다. 시 지역은 기누강·고교강 유역의 평지에 퍼져 있으며, 쌀농사와 과수·면화 재배가 활발하다. 혼다와 닛산 자동차의 공장이 입지해 있다. 시모다테와 모테기를 잇는 모카 철도는 증기기관차·C12형이 달리고, 모카역 역사는 증기기관차 형태를 본떴으며 9600형을 전시하는 SL 큐로쿠관이 있다.
- 오타와라시(大田原市)

현 북부의 시이며, 나스 지구 중부의 중심지이다. 인구는 약 7만 5천 명이다. 시의 중동부에 나카강, 중부에 자오강이 흐른다. 오슈 가도의 역참 마을이자 오타와라씨의 성시로 번창해 자오강 서안의 구시가지에 오타와라 성터·오오타하라 신사·광진사가 있다. 광대한 나스노가하라의 논으로 인해 쌀 생산량은 도치기현 내 1위이다. 나스노가 하라에 대기업 공장을 유치하여 제조품 출하액은 도치기현 내 유수이며 공업도시의 측면을 가진다. 서부의 노자키 지구에 우쓰노미야선 노자키역이 있다. 중동부의 유즈카미 지구에 시총 고분군, 나스 국조비, 도치기현 나카가와 미즈 유원지가 있다. 동부 구로바네 지구에 운암사 등 마쓰오 바쇼의 나가즈루 장소가 있다.
- 야이타시(矢板市)

현 북부의 시이며, 시오야 지구 북부의 중심지이다. 고원산과 시오나 구릉 등에 둘러싸인 인구 약 3만 명의 소도시로, 도시 시골(도카이나카)을 표방하고 있다. 시가지 남부에 샤프 도치기 공장이 입지해 있다. 시 북부의 이즈미 지구에 고원산 흑요이시하라 산지 유적군, 데라야마 관음사, 아라이가 주택이 있다. 냉량한 기후를 이용한 사과의 생산은 도치기현 제일이다. 시 남부의 가타오카 지구에 도호쿠 자동차도 야판 IC가 있다.
- 나스시오바라시(那須塩原市)

현 북부의 시이며, 나스 지구 북부의 중심지이다. 인구는 약 11만 7천 명으로, 현 북부에서 최다 인구의 다핵 도시이다. 시의 북동부에 나카강, 서부에 호키천이 흐른다. 나스노가하라의 부채 꼭대기 부근은 낙농지로 생우유의 생산이 번성하고 있다. 센추 부분의 평야부는 메이지 시대에 개삭된 나스 소수에 의해 광대한 논이 펼쳐져, 자동차용 타이어의 대형 공장 등이 입지한다. 우쓰노미야선·도호쿠 신칸센·도호쿠 자동차도가 통해 구로이소 지구에 구로이소역, 히가시나스노 지구에 나스시오바라역·구로이소 이타무로 IC, 니시나스노 지구에 니시나스노시오바라 IC가 있다. 북서부 시오바라 다카바야시 지구는 온천 휴양지로 시오바라 온천과 이타무로 온천, 헌터 마운틴 시오바라가 있다.
- 사쿠라시(さくら市)

현 북부의 시이며, 시오야 지구 남부의 중심지이다. 인구는 약 4만 5천 명이다. 시 이름은 시내에 벚꽃 명소가 다수 존재한다는 것에서 유래한다. 시 중심부의 우지이에는 구오슈 가도·아이즈나카 가도의 여인숙으로 번창했으며, 우쓰노미야선 우지이에역이 있다. 우지이에역은 기쓰레가와 지구·나스군 나카가와초 우마가시라 지구와 우쓰노미야시 북부의 가미카와치 지구를 연결하는 버스 교통의 거점으로, 인구 규모에 비해 상권이 넓고 대형 상업 시설이 다수 진출하고 있다.
- 나스카라스야마시(那須烏山市)

현 동부의 시이며, 인구는 약 2만 7천 명이다. 시의 중부를 나카강이 흐른다. 가라스야마(烏山)는 미나미나스 지구의 중심지로 수레 행사인 산행제, 전통 공예인 가라스야마 화지, 가라스야마성을 무대로 한 뱀 공주님 이야기로 알려져 있다. 구렁이 전설을 간직하여 한 번도 외침을 받지 않은 용문폭포가 있다. 오야마선의 종점으로, 이바라키현 히타치오미야시 다카베에 시영 버스 노선이 통하고 있다.
- 시모쓰케시(下野市)

현 남부의 시이며, 인구는 약 6만 명이다. 시역은 스가타가와·타가와 연안의 평지에 펼쳐져 있다. 옛날에는 시모야쿠시사(下野藥師), 고쿠분니사(国分尼寺), 고쿠분니사(国分尼寺)가 있어 고대 동국 불교문화의 중심지였다. 현재는 우쓰노미야선 고야마 차량 센터와 자치 의과대학의 소재지로 알려져 있다. 중심 시가지는 구 닛코 가도의 역참인 이시바시·고가네이와 자치 의과대학 주변의 그린타운 시모쓰케 지구에 분산되어 있고, 시청은 자치 의대역 서쪽의 사사하라 지구에 있다. 박고지의 생산량이 일본 제일이다.

| 

## 인구
|                                              | |
| 도치기현의 전국의 연령별 인구 분포（2005년） | 도치기현의 연령·남녀별 인구 분포（2005년）                                                                             |
| ■자주색 ― 도치기현 ■녹색 ― 일본전국          | ■파랑색 ― 남자 ■빨간색 ― 여자                                                                                          |
| · 도치기현의 인구추이                        | |
| 일본 총무성 통계국 국세조사 결과             | |
|                                              | 기술적 문제로 인해 그래프를 일시적으로 사용할 수 없습니다. 파브리케이터와 미디어위키 위키에 더 자세한 정보가 있습니다. |

## 산업
도쿄와 가까이 있어 많은 회사와 일본에서 가장 큰 내륙 공업 단지 중 하나인 기요하라 공업 단지를 포함한 많은 공업 단지들이 있다. 제조업은 현내 총생산의 36.6%를 차지하고 있으며 자동차 및 그 부품이 주요 생산품이고 라디오와 텔레비전, 의약품, 무선 통신 장비 등을 생산한다.
도치기현의 연 농업 총생산량은 2740억 엔이다. 이 지방에서는 쌀, 야채, 고기를 생산하고 있을 뿐만 아니라 딸기, 부추, 배로 유명하며 일본 각지에 판매 및 해외에 수출한다. 도치기현의 약 55%는 숲으로 덮여 있어 표고버섯을 포함한 버섯이 임업의 절반을 차지하고 총생산량은 약 560억 엔이다.

## 교통

### 철도
- 동일본 여객철도
  - 도호쿠 신칸센
  - 야마가타 신칸센
  - 우쓰노미야선(도호쿠 본선)
  - 닛코선
  - 료모선
  - 가라스야마선
  - 미토선
  - 쇼난 신주쿠 라인
- 도부 철도
  - 우쓰노미야선
  - 이세사키선
  - 닛코선
  - 기누가와선
  - 사노선
- 야간 철도(일본어판)
  - 아이즈키누가와선
- 모카 철도
  - 모카선
- 와타라세 계곡 철도
  - 와타라세 계곡선

### 도로
- 고속도로
  - 도호쿠 자동차도
  - 기타칸토 자동차도(일본어판)

- 국도
  - 국도 제4호선
  - 국도 제50호선
- 국도 제119호선 (일본)(일본어판)
  - 닛코-우쓰노미야 도로(일본어판)
- 국도 제120호선
- 국도 제121호선
- 국도 제122호선 (일본)(일본어판)
- 국도 제123호선
- 국도 제293호선 (일본)(일본어판)
- 국도 제294호선 (일본)(일본어판)
- 국도 제352호선 (일본)(일본어판)
- 국도 제400호선 (일본)(일본어판)
- 국도 제407호선 (일본)(일본어판)
- 국도 제408호선 (일본)(일본어판)
- 국도 제461호선 (일본)(일본어판)